# Thamaga
Thamaga is een dorp in het district Kweneng in Botswana. De plaats telt 21471 inwoners (2011).